# Entezopatie
Entezopatie – bolesne zmiany chorobowe przyczepów ścięgnistych mięśni do kośćca. Są one wynikiem działania nadmiernych naprężeń i obciążeń. Istotą choroby jest stan zapalny, któremu z jednej strony towarzyszy ból zlokalizowany w okolicy danego przyczepu, a z drugiej strony osłabienie struktury, mogące prowadzić do wyrywania poszczególnych włókien ścięgna z przyczepu. 
Przemieszczenie wyrwanych włókien wraz z komórkami chrząstki czy kości w głąb ścięgna powoduje patologiczne kościotworzenie – powstawanie tzw. entezofitów, czyli specyficznych wyrośli kostnych. Proces chorobowy osłabia wydolność ścięgien, w wyniku czego mogą one ulec przerwaniu w miejscu połączenia ścięgnisto-kostnego.	

## Entezopatia więzadła rzepki (tzw. „kolano skoczka”)
Mimo wielkiej wytrzymałości więzadła rzepki wielokrotnie powtarzane mikrourazy spowodowane biomechanicznymi przeciążeniami są w stanie je uszkodzić, szczególnie na podłożu pierwotnie upośledzonego mikrokrążenia w obrębie dolnego bieguna rzepki.
Kłujący ból zlokalizowany w okolicy podrzepkowej, występujący po wysiłku i ustępujący po kilkugodzinnym odpoczynku. Bólowi towarzyszy uczucie „pełności" i ucisku w okolicy dolnego brzegu rzepki, oraz wrażenie niepewności i „uciekania" kolana, związane z obawą (podświadomą) przed bólem; jest to I faza choroby. 
W II fazie choroby ból pojawia się już na początku treningu, ale po ogrzaniu tkanek ustępuje na czas wysiłku.
Miejsce bolesne daje się wyczuć w okolicy szczytu rzepki, przy czym nasila go czynne (wbrew oporowi) prostowanie kolana, lub wykonywanie przysiadów. 
W stadium I leczenie polega na stosowaniu krioterapii natychmiast po zakończeniu wysiłku oraz po kilkugodzinnym odpoczynku. W razie okresowego nasilenia się dolegliwości zaleca się podawanie leków przeciwzapalnych. Niekiedy, znaczną ulgę może przynieść stabilizator kolana z wkładką w kształcie podkowy, odciążający rzepkę. Konieczne są systematyczne ćwiczenia wzmacniające aparat wyprostny kolana. 
W stadium II rozpoczętą terapię uzupełnia się stosowaniem ciepła przed treningiem i jakimkolwiek wysiłkiem. Uzyskuje się to, za pomocą maści rozgrzewających lub sposobów fizykoterapii. W razie nasilonych dolegliwości dopuszcza się miejscowe ostrzyknięcie lekami przeciwzapalnymi. Zaleca się też przerwę w treningach, ale bez zaniedbywania ćwiczeń mięśnia czworogłowego uda.
Gdy choroba osiąga stadium III pacjent ma dwie możliwości: zaprzestać uprawiania sportu i czasowo nawet ograniczyć aktywność ruchową, albo poddać się leczeniu operacyjnemu. 
Celem uniknięcia nieporozumień należy wspomnieć, że niekiedy różne bóle kolana opatruje się terminem „kolano biegacza”. Są to zazwyczaj bóle umiejscawiane tak w przednim przedziale stawu kolanowego jak i po przyśrodkowej i bocznej stronie kolana, lub za rzepką.

## Entezopatia mięśnia podkolanowego
Mięsień podkolanowy jest pomocniczym stabilizatorem kolana, szczególnie eksploatowanym przy bieganiu. Do przeciążenia mięśnia dochodzi przy intensywnym bieganiu w terenie pagórkowatym lub bieganiu po nachylonej bieżni, wymuszającym nawracanie stóp i skręcanie goleni do wewnątrz. 
Przeciążenie mięśnia podkolanowego objawia się bólem po bocznej stronie stawu kolanowego.
Palpacyjnie, w ustawieniu kończyny w pozycji siadu tureckiego, wykrywa się tkliwość lub ból tuż ponad linią stawu i ku przodowi od więzadła pobocznego.
Chory powinien ograniczyć zbieganie z góry oraz bieganie po powierzchniach nachylonych. Pożytek przynoszą leki przeciwzapalne. 

## Entezopatia mięśnia dwugłowego uda
Wspólny przyczep dolny mięśnia dwugłowego uda, znajdujący się na głowie kości strzałkowej wzmacnia więzadło poboczne strzałkowe stawu kolanowego.
Mięsień dwugłowy uda jest silnym zginaczem podudzia w stawie kolanowym; w ustawieniu kolana w pozycji zgięcia daje rotacje zewnętrzną.  
Objawy - dolegliwości umiejscowione są po bocznej stronie stawu kolanowego; zazwyczaj (nie zawsze!) stwierdza się tkliwość przy ucisku od boku i tyłu głowy kości strzałkowej.
Postępowanie - ograniczenie (czasowe) biegania po nierównym podłożu, biegania po nachylonej bieżni, oraz używania nosków przy jeździe na rowerze.

## Entezopatia rozcięgna podeszwowego
Rozcięgno podeszwowe, utworzone przez mocne pasma łącznotkankowe, ma swój początek na guzowatości kości piętowej. Rozdziela się dystalnie na 5 pasm, które przyczepiają się u podstawy paliczków bliższych poszczególnych palców.
Rozcięgno podeszwowe odgrywa zasadniczą rolę dla czynnościowej stabilizacji stopy w czasie chodu i biegu. W środku fazy podparcia pomaga utrzymać stopę w pozycji neutralnej, zaś z fazie odbicia umożliwia zachowanie ustawienia supinacyjnego stopy. Przy nadmiernej pronacji stopy, tzn. przy obniżeniu sklepienia podłużnego, rozcięgno podczas fazy obciążenia i odbicia podlega przeciążeniom, które mogą spowodować entezopatię. 
U osób nieuprawiających sportu prawdopodobnie najczęstszym czynnikiem etiologicznym są mikrourazy. Z czasem, może dodatkowo rozwinąć się tzw. ostroga piętowa, która w pojedynczych przypadkach nasila ból, uciskając okoliczne tkanki. Często jednak, widoczne na radiogramie ostrogi piętowe są nieme klinicznie.
Ból w okolicy przyczepu piętowego rozcięgna podeszwowego często występuje zarówno u sportowców, jak i osób nieuprawiających sportu. Stan zapalny oraz częściowe lub całkowite przerwanie rozcięgna podeszwowego dotyczą zazwyczaj biegaczy.
U osób nieuprawiających sportu choroba występuje zazwyczaj między 45-60 rokiem życia (szczególnie kobiety i osoby z nadwagą). Szczególnie narażone na tę chorobę są osoby wykonujące zawody wymagające długotrwałego stania oraz z niewydolnością układu żylnego. 
Dolegliwości rozwijające się stopniowo w czasie intensywnego okresu treningowego.
Największe dolegliwości bólowe i sztywność stopy występują rano, zaraz po wstaniu. Również w początkowej fazie treningu dolegliwości są największe, zmniejszają się następnie, ale powracają przy końcu, a przede wszystkim po treningu.
Ból z reguły zlokalizowany jest w miejscu przyczepu bliższego, nieco przyśrodkowo przy guzie kości piętowej.
Chory zgłasza się z reguły późno, zaś przewlekły stan zapalny jest trudny do leczenia.
Na pierwszy plan wysuwa się dobór odpowiedniego obuwia oraz odciążenie chorej stopy. Problem odpowiedniego obuwia jest szczególnie istotny u sportowców, których stopy są szczególnie przeciążone podczas treningów i zawodów.
Duże znaczenie w obuwiu ma prawidłowe uformowanie zapiętka i obcasa. Mocny, dobrze dopasowany zapiętek oraz miękki, nieco podwyższony i rozszerzający się ku podłożu obcas, zapewniają dobrą stabilizację tyłostopia i równomierny rozkład już częściowo wytłumionych sił, oraz chronią przed zcieńczeniem ochronnej piętowej poduszeczki tłuszczowej.
Kość piętową należy chronić wkładką z miękkiego, wygodnego, ale dostatecznie wytrzymałego materiału.
W fazie ostrej wskazane są masaż lodem bolesnej okolicy oraz środki przeciwzapalne.
W przypadkach nie poddających się leczeniu zachowawczemu może być wskazane leczenie operacyjne.

## Zapalenie ścięgna piętowego
Ścięgna piętowe współczesnego człowieka poddawane są szkodliwie intensywnym (bo sporadycznym) obciążeniom. W normalnej populacji przeciążenia te nasilają się z przybywaniem wagi ciała w miarę upływu lat (przekarmianie), czy też z okazjonalnym podejmowaniem się nadmiernych wysiłków fizycznych u prowadzących siedzący tryb życia i pracy.
Z kolei, w pewnych grupach zawodowych (tancerze, cyrkowcy), oraz wśród sportowców wyczynowych przeciążenia ścięgna związane są ze zbyt intensywnym sumowaniem mikrourazów.
Do zmian zapalnych predysponują również zmiany obuwia, używanie butów o niezbyt elastycznej podeszwie, z zapiętkiem nie dającym stabilizacji pięty, oraz bieganie po nierównym terenie (hamowanie przy zbieganiu i odbijanie się z palców przy podbieganiu).
Istotną przyczyną zapalenia ścięgna mięśnia piętowego jest związana z wiekiem utrata fizjologicznej elastyczności jednostki mięśniowo-ścięgnistej m. trójgłowego łydki.
Nierzadko, w wyniku wewnętrznego i zewnętrznego ucisku dochodzi do narastającej anemizacji ścięgna. Doprowadza to w końcu do zmniejszenia elastyczności i rozciągliwości tkanki ścięgnistej, a co za tym idzie do obniżenia jej wytrzymałości mechanicznej.
Patognomicznym objawem zapalenia ścięgna (w stadium ostrym) jest piekący ból w pierwszej fazie wysiłku, zmniejszający się w czasie jego trwania i narastający ponownie po jego zakończeniu. Ból pojawiać się też może rano, po wstaniu z łóżka i ustępować w ciągu dnia. 
Obmacywaniem stwierdza się zwykle tkliwość ścięgna na ucisk, na wysokości 3–5 cm. nad jego przyczepem do guza kości piętowej. 
W niektórych przypadkach ruchom stopy towarzyszą trzeszczenia w okolicy ścięgna. W stanach przewlekłych daje się wyczuć bolesne, kolbowate pogrubienia ścięgna lub drobne guzki.
Badaniem dodatkowym, wybitnie ułatwiającym rozpoznanie, jest ultrasonografia. Dzięki niej można wykryć ubytki w ciągłości ścięgna, rozplem tkanek okołościęgnistych, zwyrodnienie torbielowate, oraz zmiany wytwórcze w obrębie samego ścięgna (zwłóknienia, zrosty).
Wskazane jest ograniczenie funkcji kończyny, lub niekiedy nawet jej unieruchomienie do czasu całkowitego ustąpienia ostrych objawów choroby. Leczenie uzupełniające stanowią zimne okłady oraz leki przeciwzapalne.
W doleczaniu, konieczne jest stopniowane dozowanie wysiłków fizycznych, chodzenie w obuwiu o miękkiej i elastycznej podeszwie, wyposażonym w nieco podwyższony obcas. 
Obuwie typu sportowego nie jest wskazane z racji braku obcasów (lub zbyt niskich obcasów). 
Stosowanie zabiegów łagodzących ból, bez jednoczesnego ograniczenia funkcji kończyny jest absolutnie niedopuszczalne. W stadium chronicznym choroby stopniuje się ruch i ćwiczenia oraz stosuje leki przeciwzapalne.
Przewlekanie się choroby dowodzi trwałego upośledzenia ukrwienia ścięgna z powodu „zamurowania” go w powłoce przerośniętego i stwardniałego ościęgna. W tych przypadkach konieczne jest chirurgiczne odbarczenie ścięgna. 
Polepszenie ukrwienia ścięgna oraz wytworzenie nowego kolagenu umożliwia też tzw. skaryfikacja ścięgna (Dziak). W przypadku stwierdzenia zaawansowanych zmian degeneracyjnych w samym ścięgnie konieczne jest wycięcie zmienionych fragmentów i rekonstrukcja ścięgna.

## Klasyfikacja ICD10
| kod ICD10   | nazwa choroby                                    |
| ----------- | ------------------------------------------------ |
| ICD-10: M76 | Entezopatie kończyny dolnej, z wyłączeniem stopy |
| ICD-10: M77 | Inne entezopatie                                 |

Przeczytaj ostrzeżenie dotyczące informacji medycznych i pokrewnych zamieszczonych w Wikipedii.